# André Ramalho
André Ramalho Silva (* 16. února 1992 Ibiúna) je brazilský profesionální fotbalista, který hraje na pozici středního obránce za nizozemský klub PSV Eindhoven.